# Пам'ятники Миронівки
| Назва | Дата встановлення | Розташування                                            | Фото | Короткі відомості |
| Загиблим воїнам-інтернаціоналістам — мешканцям Миронівщини                                                                                 |                   | вулиця Соборності, біля парку Слави                     |      |                   |
| Жертвам Голодомору |                   | вулиця Соборності                                       |      |                   |
| Кондратовичу Микиті Ульяновичу |                   | парк Слави                                              |      |                   |
| Литвиненку Трохиму Панасовичу |                   | парк Слави                                              |      |                   |
| Монумент Слави |                   | парк Слави                                              |      |                   |
| Визволителям Миронівки від німецько-фашистських загарбників — військам 54-ого укріпрайону під командуванням генерал-майора Карначова М. Т. |                   | Біля залізничного вокзалу                               |      |                   |
| Пироженку Степану Матвійовичу |                   | парк Слави                                              |      |                   |
| Стрільцю Пилипу Євдокимовичу |                   | парк Слави                                              |      |                   |
| Засновнику міста Мирону Зеленому | 17 вересня 2016   | майдан між вулицями Соборності та Героїв Небесної Сотні |      |                   |
| Мертвим, живим і ненародженим — жертвам Чорнобильської катастрофи. 26.04.1986                                                              |                   |                                                         |      |                   |